# De mujer a mujer
De mujer a mujer és una pel·lícula dramàtica espanyola dirigida per Luis Lucia Mingarro en 1950. Basada en una obra de Jacinto Benavente, fou protagonitzada per Amparo Rivelles i Ana Mariscal i representa una de les nombroses pel·lícules produïdes per CIFESA adaptades en el segle xix.. No va tenir gaire èxit a la taquilla.

## Argument
Durant la celebració de l'aniversari de la filla d'Isabel i Luis, aquesta mor en un accident. A causa del dolor Isabel es torna boja i és internada a un sanatori, on Luis no la pot veure. Només l'infermera Emilia dona les notícies al marit.

## Repartiment
- Amparo Rivelles - Isabel
- Ana Mariscal - Enfermera Emilia
- Eduardo Fajardo - Luis
- Manuel Luna - Padre Víctor
- Mariano Asquerino - Pediatra
- Francisco Bernal - José, cotxer
- Irene Caba Alba - Enferma mental 1
- Lola del Pino - Soledad, donzella
- Fernando Fernández de Córdoba - Doctor Hernández
- Manolo Fábregas - Javier
- Manuel Guitián - Ferrater
- Juana Mansó - Enferma mental 2
- Arturo Marín - Viandante
- Eloísa Muro - Vicenta – Mare d'Isabel
- Antonio Riquelme - Gutiérrez
- Rosario Royo - enfermera Adela
- Selica Torcal - Maribel
- Jesús Tordesillas - Antonio – pare d'Isabel

## Premis
Medalles del Cercle d'Escriptors Cinematogràfics
| Categoria     | Persona      | Resultat   |
| ------------- | ------------ | ---------- |
| Millor actriu | Ana Mariscal | Guanyadora |